# 谢尔盖·博热沃利内
谢尔盖·博热沃尔尼（俄语：Сергей Иосифович Божевольный，1955年6月19日—），俄裔丹麦物理学家，现任南丹麦大学教授及纳米光子学中心主任。

## 生平
博热沃尔尼于1955年6月19日出生于前苏联克拉斯诺达尔叶伊斯克区的一个教师之家。
1978年，他在莫斯科物理技术学院获得了物理学硕士学位。1981年在该校取得了其博士学位，博士论文题为“基于铌酸锂扩散效应波导的电光调制器及偏转器研究”。1998年他在丹麦奥胡斯大学获得了科学博士学位，题为“亚波长的无缝光局域现象”。
- 1981-1989年历任雅罗斯拉夫尔理工学院（俄语：Ярославский государственный технический университет）讲师、高级讲师及副教授

- 1990-1991年任俄罗斯科学院微电子研究所光技术部（俄语：Ярославский_филиал_Физико-технологического_института_РАН）主任

- 1987,1991年在丹麦奥尔堡大学任访问科学家并从1992年起开始历任讲师、副教授。2003年升任物理与纳米技术系全职正教授

- 1998-2001年任丹麦技术大学微电子中心讲师

- 2001-2004年任职于丹麦Micro Managed Photons公司，任首席技术官

- 从2008年起加入南丹麦大学并于2013年担任纳米光子学中心主任

在2006年，他还和法国让·莫奈大学（页面存档备份，存于）教授Alexander Tishchenko一起，创立了莫斯科物理技术学院纳米光学及等离激元实验室。
从2017-2023年，他连续入选物理领域高被引学者（科睿唯安/汤森路透）。

## 学术出版
博热沃尔尼教授作为作者和共同作者发表了超过600篇同行评审论文、13项专利、14部学术著作的章节。 截止至2024年11月3日，他的h-index分别是84(Web of Science （页面存档备份，存于）) 和 99 (Google Scholar （页面存档备份，存于）).

## 奖励与荣誉
- 2007年因其在近场光学及表面等离激元领域的突出贡献而入选美国光学学会学士[8]
- 2009年被丹麦报纸"Fyens Stiftstidendes Forskerpris"评为年度最佳科学家[9]
- 2011年入选丹麦自然科学学院院士[10]
- 2019年因其在技术和自然科学方面的突出贡献而获得Willum Kann-Rasmussen奖[11]
- 2019年因其在近场光学和丹麦纳米光学发展上的卓越贡献而获得丹麦光学协会突出贡献奖[12]
- 2019年入选丹麦技术科学研究院院士
- 2020年获欧盟物理学会-量子电子学与光学分会奖“激光科学及应用研究”（表彰其在表面等离激元和等离激元超表面方向的开创贡献）。 （页面存档备份，存于）